# میتسینجو (ساکاراها)
میتسینجو (به لاتین: Mitsinjo) یک منطقهٔ مسکونی در ماداگاسکار است که در ساکارا واقع شده‌است. میتسینجو ۴٬۱۶۸ نفر جمعیت دارد.